# Birgitta Englin
Ingrid Birgitta Englin, född 21 november 1958 i Lit, Jämtlands län, är en svensk teaterdirektör, skådespelare och teaterregissör.

## Biografi
Englin studerade vid scenskolan i Göteborg 1979-1982. Efter studierna har hon varit verksam som både skådespelare och regissör vid bland annat Upsala Stadsteater, Stockholms Stadsteater och Dramaten. Hon var VD för Riksteatern mellan åren 2005-2013. Hon tilldelades Svenska Dagbladets Thaliapris 2001 samt Expressens teaterpris. Bland uppsättningar hon regisserat märks Elektra, Medea och I väntan på Godot.

## Filmografi
- 1995 – Nattens barn (TV-serie)

## Teater

### Roller (ej komplett)
| År   | Roll          | Produktion | Regi         | Teater              |
| ---- | ------------- | --- | ------------ | ------------------- |
| 1993 | Trollkäringen | Sagan om bortbytingen Selma Lagerlöf                                                                                   | Finn Poulsen | Uppsala stadsteater |
| 2009 |               | Seven Paula Cizmar, Catherine Filloux, Gail Kriegel, Carol K. Mack, Ruth Margraff, Anna Deveare-Smith, Susan Yankowitz |              | Riksteatern         |

### Regi (ej komplett)
| År   | Produktion                           | Upphovsmän        | Teater   |
| ---- | ------------------------------------ | ----------------- | -------- |
| 2003 | I väntan på Godot En attendant Godot | Samuel Beckett    | Dramaten |
| 2004 | Utanför mitt fönster                 | Mattias Andersson | Dramaten |

## Priser och utmärkelser
- 2005 – Årets väckarklocka
- 2001 - Svenska Dagbladets Thaliapris
- 2001 -  Expressens teaterpris En bit av Georgs hatt